# Thomas Crapper
Thomas Crapper (28 de setembro de 1836 - 27 de janeiro de 1910) foi um encanador e empresário inglês. Ele fundou a Thomas Crapper & Co em Londres, uma empresa de equipamentos de encanamento. Sua notoriedade em relação às privadas costuma ser exagerada, principalmente devido à publicação em 1969 de uma biografia fictícia do satírico neozelandês Wallace Reyburn. 
Crapper detinha nove patentes, três delas para melhorias no banheiro, como a torneira flutuante. Ele melhorou a armadilha de encanamento S-bend em 1880, inventando a U-bend. A empresa possuiu o primeiro showroom de banheiros, toaletes e pias do mundo em King's Road. Crapper era conhecido pela qualidade de seus produtos e recebeu vários certificados reais.
Tampas de bueiro com o nome de sua empresa na Abadia de Westminster se tornaram uma das atrações turísticas de Londres.  

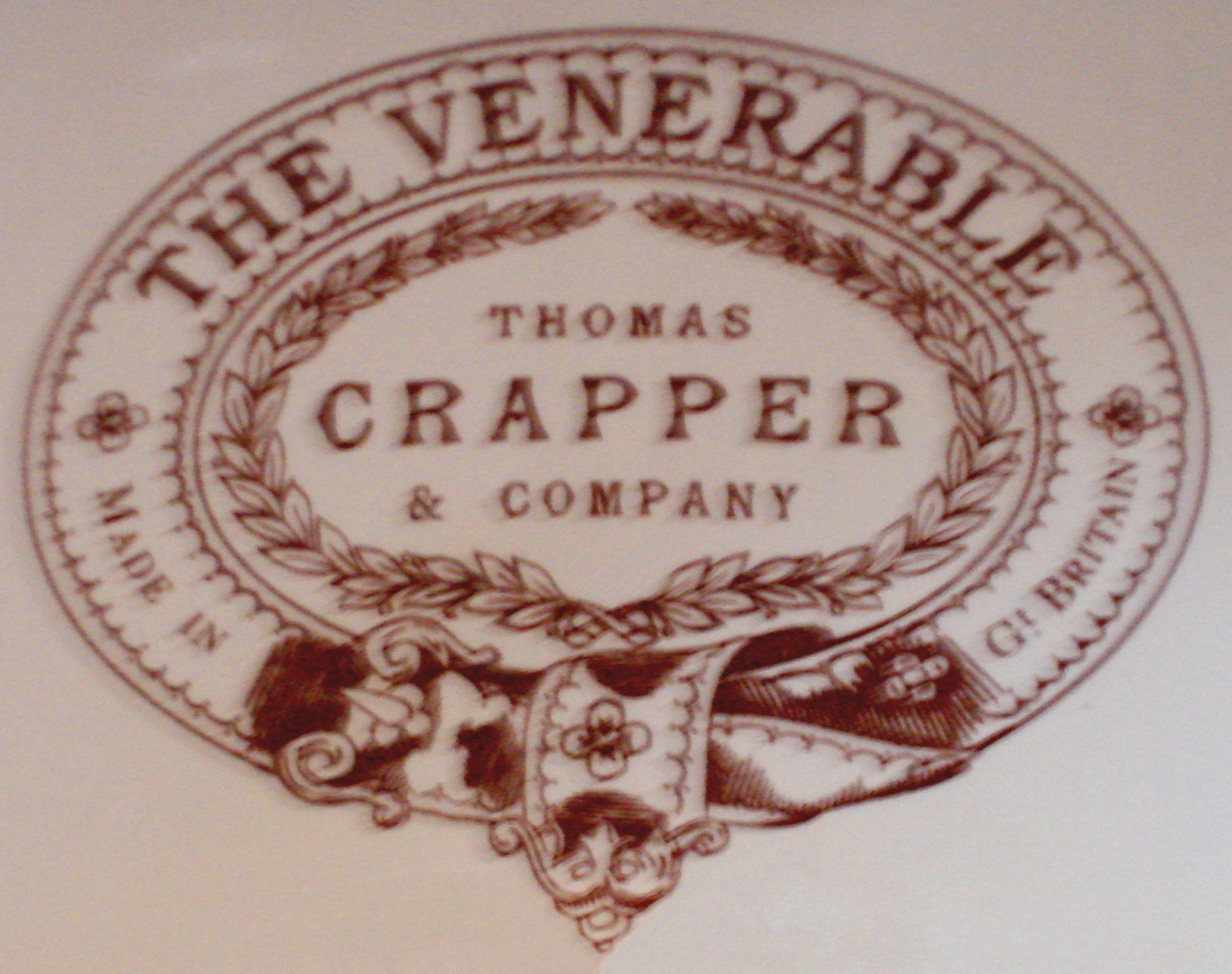
Marca de Thomas Crapper em uma das privadas de sua empresa

## Conquistas
Como o primeiro homem a montar showrooms públicos para exibição de louças sanitárias, ele ficou conhecido como um defensor do encanamento sanitário, popularizando a noção de instalação dentro das casas das pessoas. Ele também ajudou a refinar e desenvolver melhorias nos encanamentos e acessórios sanitários existentes na época. 
Crapper detinha nove patentes, três delas para melhorias no banheiro, mas nenhuma para o próprio vaso sanitário. 